# Mellemskole
 Der er for få eller ingen kildehenvisninger i denne artikel, hvilket er et problem. Du kan hjælpe ved at angive troværdige kilder til de påstande, som fremføres i artiklen.

En mellemskole er en skole, som elever i visse lande går i efter grundskolen og før gymnasiet eller anden videregående uddannelse. Elevernes alder varierer i landene og nogle gange også i de enkelte lande. I Israel og Japan dækker mellemskolen 7.-9. klasse, i Rusland 5.-9. klasse og i USA typisk 6.-8. klasse. Andre lande som Danmark har ikke længere mellemskoler, og eleverne går i grundskolen til gymnasiet eller andre ungdomsuddannelser.

## Danmark
Mellemskolen blev indført i Danmark med skoleloven af 1903 efter norsk forbillede, som en bro mellem folkeskole og gymnasium, og den blev afskaffet ved skoleloven af 1958.
Mellemskolen var 4-årig fra 6. til 9. klasse og sluttede med mellemskoleeksamen, som gav adgang til gymnasiet. Elever, der ikke søgte gymnasiet, kunne supplere med realeksamen, som var en 1-årig overbygning i 10. skoleår.
Kritik af inddeling efter boglige evner allerede i 11-årsalderen førte til, at skoleloven af 1937 indførte »fri mellem« (FM) en eksamensfri mellemskole som alternativ til eksamensmellemskolen (EM).
Da mellemskolen blev afskaffet med 1958-loven (sidste mellemskoleeksamen var i 1962[kilde mangler]), blev realskolen gjort 3-årig (8.-10. klassetrin). Undervisningspligten var stadig kun på syv år. Men snart fandt man i de enkelte skolevæsener på at genindføre den model med deling af elever, der var tilsigtet afskaffet, idet der i 6. og 7. klasse kunne vælges A (almen), B (boglig) eller C (udelt klasse). Forældrene kunne vælge at lade en klasse fortsætte udelt, men lærerne argumenterede ofte kraftigt for at foretage en deling. B-klasser fortsatte i princippet uændret som realklasser. På en måde levede mellemskolen videre i A-klasser (svarende til FM) og B-klasser (svarende til EM), indtil realeksamen blev afskaffet ved skoleloven af 1975. Nu blev undervisningspligten hævet til ni år.